# ماركو تيليو
ماركو تيليو (مواليد 23 أغسطس 2001) هو لاعب كرة قدم أسترالي يلعب في مركز المهاجم في نادي ملبورن سيتي.

## روابط خارجية
- ماركو تيليو على موقع قاعدة بيانات كرة القدم.إي يو (الإنجليزية)
- ماركو تيليو على موقع ناشيونال فوتبول تيمز (الإنجليزية)
- ماركو تيليو على موقع Soccerway.com (الإنجليزية)
- ماركو تيليو على موقع عالم كرة القدم.نت (الإنجليزية)
- ماركو تيليو على موقع اللجنة الأولمبية الدولية (الإنجليزية)
- ماركو تيليو على موقع أوليمبيديا (الإنجليزية)
- ماركو تيليو على موقع اللجنة الأولمبية الأسترالية (الإنجليزية)